# لیلا علی علمی
'لیلا علی علمی (سوئدی: Leila Ali Elmi؛ زادهٔ ۱۶ ژانویهٔ ۱۹۸۸) سیاستمدار سوئدی اتیوپی‌تبار با اصالت سومالیایی است. او از سال ۲۰۱۸ به عنوان نماینده انگرد به ریکسداگ (پارلمان سوئد) راه یافت. علی علمی عضو حزب سبز سوئد است که در سال ۲۰۱۴ به آن پیوست.

## زندگی و حرفه
لیلا علی علمی در دهه ۹۰ میلادی سومالی را ترک کرد و از آن زمان تاکنون در شهر یوتبری با بیش از ۱۴ هزار مهاجر سومالیایی زندگی می‌کند. او که در انتخابات پارلمانی سوئد در سال ۲۰۱۸ نامزد حزب سبز بود، به عنوان نماینده منطقه انگرد از توابع یوتبری (گوتبرگ) وارد نهاد قانونگذاری سوئد شد. لیلا علی پیش از ورود به پارلمان، نماینده شورای شهر همین منطقه بود.